# Mathilda Lundström
Mathilda Lundström (født 20. december 1996) er en svensk håndboldspiller, som spiller for Silkeborg-Voel KFUM i Damehåndboldligaen og Sveriges kvindehåndboldlandshold.
Hun deltog for første gang under EM i kvindehåndbold 2018 i Frankrig og var ligeledes med ved Sommer-OL 2020 i Tokyo, hvor svenskerne blev nummer fire.